# AEK Larnaca (basquete)
O AEK Larnaca (Athletiki Enosi Kition;grego:'''ΑΕΚ Λάρνακας''')  é o departamento de basquetebol do clube multi-esportivo AEK Larnaca situado na cidade de Lárnaca, Chipre que disputa atualmente a Liga Cipriota e a Copa Europeia.